# Claribalte
Don Claribalte (Libro del muy esforçado [e] inuencible Cauallero de la Fortuna propiamẽte llamado don claribalte q[ue] segũ su verdadera interpretaciõ quiere dezir don Felix o bienauenturado nueuamẽte imprimido [e] venido aesta lengua castellana, el qual procede por nueuo [e] galan estilo de hablar por medio de gonçalo Fernandez de ouiedo alias de sobbrepeña]) es un libro de caballerías español, publicado por primera vez en Valencia en 1519 y reimpreso en Sevilla en 1545. Fue obra del célebre cronista de Indias Gonzalo Fernández de Oviedo. La Real Academia Española la reeditó en una edición facsimilar en 1956.

## Características de la primera edición
El título original de la obra es Libro del muy esforzado e invencible caballero de la Fortuna propiamente llamado Don Claribalte, que según su verdadera interpretación quiere decir Don Félix o bienaventurado. Nuevamente impreso y venido a esta lengua castellana: el qual procede por nuevo y galán estilo de hablar. El colofón de la primera edición, al folio 74 frente, reza: Fenece el presente libro del invencible y muy esforzado caballero Don Claribalte otramente llamado don Félix: el qual se acabó en Valencia a XXX de Mayo por Juan Viñao. MDXIX.
El libro tiene 74 folios y está impreso a dos columnas (con excepción del prólogo), con 43 líneas en cada una. La letra es gótica (de Tortis). Tiene grabados al principio de muchos de los capítulos. Al concluir el último, después de la sacramental frase Deo gracias, se encuentra, conforme a la costumbre de la época, un poema laudatorio, que dice así:

Mosén Jeroni Artes
a los lectores
Al autor mucho debemos
pues que trujo a tal sazón
este libro que podemos
alcanzar los que leemos
cosas que tan dignas son.
Dechado muy singular
se pudiera bien decir
pues se pueden dél sacar
dichos que son de notar
para hablar y escrebir.
Y si fue breve y no digno
mi decir de sus loores
no lo hice de maligno
mas por me hallar indigno
de loar tantos primores.
Es obra gentil y nueva
mas quien tan bien la describe
oh qué galardón se lleva!
pues que parece por prueba
que en lo escrito siempre vive.

(Este Jeroni Artes fue el mismo Hierónimo de Artes, doncel al que fue dedicado Arderique, publicado en Valencia dos años antes que Claribalte, por el mismo impresor Juan Viñao).
En el aspecto tipográfico, la edición princeps de Claribalte ha sido objeto de elogios entusiastas. La impresión es primorosa: tipos bellísimos, papel magnífico, márgenes anchos y composición limpia.

## El supuesto original
Fernández de Oviedo, de conformidad con el tópico de la falsa traducción, típico de los libros de caballerías, afirma que el original de Claribalte fue escrito en lengua tártara, y que él lo tradujo al español de un manuscrito que había encontrado en el reino de Firolt.

## Argumento
El argumento de Don Claribalte es muy sencillo. El erudito Pascual de Gayangos y Arce lo calificó de "pobre y trivial", aunque recomendaba el libro por "la gallardía de su estilo". Don Félix, hijo del Duque Ponorio y de Clariosa, hermana del Rey Ardiano de Albania, después de distinguirse en varios hechos de armas en la corte de su tío, parte hacia Inglaterra con su ayo Laterio, por haberse enamorado de oídas de la bella princesa Dorendaina, hija y heredera del monarca inglés. En Inglaterra resulta vencedor en unas justas, en las que utiliza el apelativo de Caballero de la Rosa, y es agasajado por los monarcas y su hija, quien se enamora a su vez de él sin conocer su verdadera identidad. Gracias a las gestiones de Fulgencia, doncella de la princesa, ambos jóvenes logran entrevistarse y el Caballero de la Rosa revela su verdadera identidad a su dama y más tarde a sus padres, y con el consentimiento de éstos, se casa con Dorendaina en una ceremonia que se mantiene en secreto. Poco después, el héroe parte hacia Albania, con el fin de participar en unas justas convocadas por el Rey Ardiano. En ellas resulta vencedor absoluto y logra hacer suya una espada mágica, la espada venturosa.
Hasta ahora todo ha sido verosímil y parece dirigirse a un inevitable cuanto sencillo desenlace: el regreso del héroe a Inglaterra, el anuncio de su matrimonio con la princesa y, quizá, una abdicación de su suegro en su favor, similar a las relatadas en los capítulos LXIV y CLVII de Las sergas de Esplandián. Sin embargo, la aparición de la espada mágica en la obra cambia visiblemente el rumbo de esta y la introduce en el mundo fabuloso e irracional de los libros de caballerías arquetípicos.
Después de su victoria en las justas de Albania, el Caballero de la Rosa se entera de que su tío paterno, el Emperador Grefol de Constantinopla, pretendía desheredar al Duque Ponorio y dejar el trono imperial a su hijo ilegítimo Balderón. Un anciano conduce a Don Félix a Sicilia, donde se entrevista con cuatro nigromantes. Estos le confirman los propósitos del Emperador y le hacen saber que solamente podría impedirlos quien diera muerte a un temible gigante que era señor de la Isla Prieta. Don Félix combate con el jayán y lo vence y, con el nombre de Caballero de la Fortuna, logra ganarse a los habitantes de Troya y otros súbditos de su tío, a quien trata inútilmente de convencer para que no violente el orden de sucesión al trono imperial. El anciano Emperador marcha contra su sobrino, pero sufre una tremenda derrota militar y su hijo ilegítimo muere en la batalla. Sin embargo, el Caballero de la Fortuna mantiene a Grefol en el trono y se contenta con ser jurado heredero después de su padre. Emprende luego el regreso a Inglaterra, mas la flota en que viaja se ve atrapada por una tormenta y el héroe es arrojado a las islas de Cabo Verde.
Entretanto, en la corte inglesa se descubre que la princesa Dorendaina está embarazada y se la condena a muerte, sin que se dé fe a las manifestaciones de sus padres sobre su matrimonio secreto. Un caballero desconocido -que después resulta ser el ayo Laterio- combate en defensa de su honor y consigue que sea absuelta. Después de algunas aventuras, el Caballero de la Fortuna logra por fin regresar a Inglaterra y se hacen públicas sus bodas con Dorendaina, quien había dado a luz un varón, el príncipe Liporento. Estalla después una guerra entre Francia e Inglaterra, y con el auxilio de Escocia y España, Don Félix y su suegro derrotan a los franceses, entran triunfalmente en París y el Rey de Inglaterra se corona por Rey de Francia. Enseguida, al saber que han muerto su tío Grefol y su padre Ponorio, el protagonista parte de nuevo a Constantinopla y ciñe allí la corona imperial; más tarde también se hace entronizar como Pontífice en Roma, por haber muerto un tío de Dorendaina que ostentaba esa dignidad. El libro termina prometiendo la continuación, con una referencia al príncipe Liporento, que era "... de tan bonica disposición según la tierna edad que él tenía que ya desde aquella él mostraba que había ser gran persona en el mundo, como lo fue y se dirá en su lugar, y con esto hace fin el primero Libro o parte de la historia o crónica del Emperador Don Félix."

## ¿Dos versiones distintas?
Según puede notarse, el libro presenta dos vertientes de acción muy distintas, que casi parecen responder a obras diferentes. En una primera parte, que llega aproximadamente hasta el capítulo XLVIII, la acción es bastante verosímil, y aunque la bondad de armas de Don Félix es sorprendente, no se debe a causas sobrenaturales. En ese aspecto, Claribalte se asemeja, por ejemplo, a su predecesor Tirante el Blanco. Sin embargo, a partir de la aparición de la espada venturosa y los nigromantes de Sicilia, la obra cambia abruptamente: como en el Amadís de Gaula y sus continuaciones, aparecen en ella fenómenos mágicos, un gigante y otros elementos clásicos de los libros de caballerías.
El tema de la religión también tiene aristas muy particulares en el libro de Oviedo. Todos los héroes caballerescos de las obras publicadas hasta ese momento eran cristianos y se suponía que sus hazañas habían tenido lugar en los primeros siglos de nuestra era; a partir de Las sergas de Esplandián (publicado por primera vez en fecha anterior a 1510) (17), incluso fue casi obligada la referencia a las hazañas del protagonista contra moros o paganos, y no faltaron obras, como Belianís de Grecia (1547), en las que el protagonista se enamora de una princesa pagana y logra su conversión al cristianismo. Quizá en una primera redacción, Oviedo titubeó entre situar la acción del libro en la era cristiana, como era de rigor en el género, y remontarla a siglos precristianos: por ejemplo, no faltan referencias a Dios desde el capítulo inicial y a Él (y no a "los dioses") se encomienda Don Félix antes de enfrentar al gigante de la Isla Prieta, pero en la primera estadía del héroe en Inglaterra se dice que el tío de Dorendaina era "gran sacerdote de Apolo" y el propio Don Félix lleva consigo una imagen de Venus. Casi al final del libro (capítulo LXXXI) queda bien claro que el protagonista es pagano: cuando fallece el tío de su mujer, "... no consintió el Emperador que ninguno sucediesse en el Pontificado sino él mismo, y quiso comprender en sí los honores espirituales y fue el primero que los mezcló en una persona con los temporales entre los gentiles. E de contento de todo el sacerdocio y gente militar, y de todos los estados fue elegido el mismo Emperador por Pontífice."
En ese mismo capítulo, Fernández de Oviedo nos da una ubicación temporal aproximada de la acción del libro: "... según lo que se ha podido comprender de esta historia, lo que en ella se contiene fue en tiempo de Laumedonte Rey de Troya y algunos quieren decir que antes. Así que es cosa muy antigua porque la destrucción última de Troya en tiempo de Príamo fue cuatrocientos y catorce años antes que Roma fuese fundada y de la edificación de Roma a la Natividad de Cristo nuestro Redentor hobo setecientos cincuenta y dos años..."
Hay otros rasgos que parecen confirmar la existencia de dos versiones distintas de Don Claribalte: por ejemplo, hay una especie de presentación "gradual" del protagonista, que puede responder a un cambio en los planes del autor. Mientras que en Amadís de Gaula el lector sabe desde un principio que el héroe es en realidad hijo de reyes, aunque él mismo desconozca sus orígenes, al comienzo de Don Claribalte nada se dice sobre el hecho, bastante importante, de que Ponorio, padre del protagonista, fuera hermano del Emperador de Constantinopla: al lector se le presenta Ponorio como un Duque de la Corte albanesa (aunque sí se menciona que es de sangre imperial), y el propio héroe se ve menospreciado por un hijo de su tío el Rey. Quizá Oviedo tenía pensado en que su héroe, como Tirante el blanco o Arderique, fuese un caballero invencible, pero no heredero de ninguna corona, y que la obtuviera mediante un brillante matrimonio. Sin embargo, en la Corte inglesa nos enteramos de que Don Félix es sobrino del Emperador de Constantinopla y uno de sus más inmediatos herederos. Otras contradicciones confirman que lo de la sucesión constantinopolitana no figuraba en el plan original de la obra. Por ejemplo, una de las condiciones que se le imponen al héroe para su matrimonio con la princesa Dorendaina era prometer "de hacer vuestro asiento en Londres y en estos reynos pues véis que tan grandes estados no se podr¡an sostener sin vuestra presencia". Don Félix acepta la condición; pero no vuelve a mencionarse esta, ni siquiera cuando él hereda el trono imperial y se traslada a Constantinopla.

## El nombre del héroe
Otro rasgo bastante curioso de la obra de Oviedo es que el nombre original del protagonista casi no aparece en el libro. Según explica el autor, Claribalte era el nombre del héroe en su lengua original y quería decir en castellano feliz o bienaventurado, por lo que al "traducir" la obra, Oviedo prefirió llamarlo Don Félix y ese es el nombre que se utiliza hasta el final del libro, aunque alternado con los apelativos de Caballero de la Rosa y Caballero de la Fortuna. No tenemos noticia de otro libro de caballerías en que ocurra tal fenómeno. El más parecido que conocemos es el de la primera parte del Espejo de Príncipes y Caballeros de Diego Ortúñez de Calahorra -obra muy posterior a la del cronista de Indias-, en la que solo una vez se menciona el nombre de pila del héroe -Alfebo- y se prefiere usar el apelativo de Caballero del Febo (33). El uso mismo del nombre de Don Félix (de origen latino pero "cristianizado", y ocasionalmente empleado en España) a lo largo de toda la obra quebranta otra regla no escrita de los autores de los libros de caballerías: los personajes nunca debían tener nombres españoles, ni siquiera en el caso de que fuesen originarios de España.

## La geografía
Al igual que en otros libros de caballerías de esta etapa temprana (y contrariamente a lo que sucede en los de épocas posteriores), la geografía de Don Claribalte es bastante aceptable, tanto por lo que se refiere a Inglaterra y a Francia como al Mediterráneo. Como el autor pretende que se trata de una obra muy antigua, no hay referencia alguna al Nuevo Mundo, aunque sí a las islas de Cabo Verde. Curiosamente, tampoco se mencionan en el texto Tartaria y el reino de Firolt, donde supuestamente Fernández de Oviedo había encontrado el original.

## Claribaltey la política internacional de su tiempo
En el libro no dejan de translucirse algunas cuestiones de política internacional española de la época en que el libro fue publicado. Desde la época de Fernando el Católico existía un fuerte antagonismo entre España y Francia, que continuó cuando Don Carlos I y Francisco I ascendieron respectivamente a los tronos de esos países. Por el contrario, entre el monarca español y Enrique VIII de Inglaterra existían buenas relaciones: la esposa de Enrique, Catalina de Aragón, era tía de Don Carlos I, y tanto éste como el monarca inglés eran adversarios del Rey de Francia. Indudablemente, Fernández de Oviedo quiso retratar en algunos pasajes de su libro el antagonismo franco-español, que él había palpado de primera mano durante su estancia en Italia, y quizá quedar bien a los ojos de Don Carlos I, gran aficionado a los libros de caballerías: en Claribalte aparece un Delfín francés pintado con colores muy desfavorables, y al estallar una guerra entre Francia e Inglaterra (por causa de la primera), el monarca inglés se alía con el de España; juntos derrotan a su enemigo y después queda asentada una perpetua amistad entre sus respectivos países. También se insinúa un posible casamiento entre el príncipe Liporento, hijo de Don Félix, con una hija del Rey de España.

## El estilo
Los episodios bélicos predominan en la acción de Claribalte: justas, torneos, combates singulares e incluso un par de conflictos de gran envergadura. Los diálogos no son frecuentes, ni largos, y el lenguaje que en ellos utilizan los personajes carece de mayores pretensiones literarias. En estos aspectos, Claribalte se asemeja a varios de los libros caballerescos que le habían precedido -el Amadís de Gaula, Las sergas de Esplandián, Lisuarte de Grecia, Clarián de Landanís- y a otros posteriores, tales como Belianís de Grecia y la primera parte del Espejo de Príncipes y Caballeros. En la obra de Oviedo predomina el cronista sobre el literato: no hay nada de la oratoria pomposa de Feliciano de Silva, que tanto le gustaba a Alonso Quijano y que para el lector del siglo XXI puede hacer abrumadora, por ejemplo, la lectura de algunas páginas de Florisel de Niquea.
Aunque algunos eruditos consideran que el valor literario de Claribalte no es muy considerable, Pascual de Gayangos y Arce, según se ha dicho, recomendaba la obra por la gallardía de su estilo, y un distinguido historiador costarricense, Jorge Enrique Guier Esquivel, escribió que "Mucho recuerda, en algunos casos, las acertadas descripciones del Sumario de la Natural Historia de las Indias... La novela es bella, finamente escrita y profundamente entretenida"
Como muestra del estilo de Fernández de Oviedo cuando daba sus primeros pasos en la literatura, se reproduce a continuación un fragmento del capítulo inicial de Claribalte:
"En el reino de Epiro que antes se llamó Serpenta y al presente Albania, reinando Ardiano, un caballero de la Casa Imperial llamado Ponorio, así como por su sangre fue ilustre, por su persona y virtudes era el más estimado de aquel reino, y allende destas causas era casado con la duquesa Clariosa, hermana del rey Ardiano, con la cual grandísimo dote alcanzó de muchas villas y castillos. Y puesto que destos bienes que quita y da la fortuna mucha copia tuviese, en haber algunos tiempos que era casado y no haber habido hijos con mucha tristeza el duque Ponorio y la duquesa vivían. Y ya casi desconfiados de haberlos, quiso Dios que de tan noble varón no faltasen sucesores. Y seyendo complidos veinte años de su matrimonio en los tres años siguientes parió la duquesa un hijo llamado Don Claribalte, de quien principalmente tratar la historia, y una hija llamada Liporenta.
Muy alegres vivieron de allí en adelante Ponorio y la duquesa y mucho aviso tuvieron en hacer criar y enseñar en las artes y avisos con que los príncipes se deben dotrinar desde su niñez a este su hijo, y para esto le dieron por ayo a un caballero de su casa y cercano deudo llamado Laterio, virtuosa persona así en bondad y crianza como diestro en caballería. Y como desde su nacimiento eligi¢ Dios a Don Claribalte -el cual de aquí adelante la historia llama Don Félix por dejar este nombre bárbaro- para grandes hechos, nació tan acompañado de buena fortuna que se pudo llamar Espejo de los caballeros militares de su tiempo..."''

## El juicio de la posteridad
Aparentemente, Claribalte no gozó de mucho favor en el público. Solo fue reimpreso una vez, y no encontró quien lo continuara. Cervantes no parece haberlo conocido, y hasta el mismo Fernández de Oviedo renegó tácitamente de él, al escribir en el proemio del libro XVIII de la Historia natural y general de las Indias que "... los libros de caballer¡as son de mentiras: e diablo es el padre de las mentiras, luego esos libros son hijos del diablo."
De no haber sido por la labor de Fernández de Oviedo como cronista de Indias, Claribalte estaría posiblemente en un olvido casi absoluto, como el que sepulta a libros de caballerías tan poco conocidos como el Lidamor de Escocia de Juan de Córdoba o incluso a otros que fueron populares en su época y se mencionan en el Quijote, como El caballero de la Cruz (Lepolemo). 
Con todo, son pocos los estudiosos familiarizados con la obra. La actitud negativa de muchos de los eruditos que se ocuparon de los libros de caballerías en el siglo XIX y a principios del XX, puede conducir -y de hecho ha conducido- a infravalorar obras muy importantes para la historia de la literatura española, y a comprender solo parcialmente otras, tales como el mismo Quijote. Esos comentaristas parecían partir de la idea de que el libro de caballerías era intrínsecamente malo por contener elementos fabulosos. Semejante lógica podría conducir, por ejemplo, a condenar la Odisea o el realismo mágico latinoamericano por "abusar" de la ficci¢n, o a alabar cualquier novela mediocre por la mera circunstancia de que su acci¢n es verosímil. En contra de esos criterio cabe citar la autorizada opinión expuesta por el erudito cervantista Daniel Eisenberg en su edición del Espejo de Príncipes y Caballeros: "... el desprecio de la crítica por los libros de caballerías también responde a una predisposición en favor de las obras "realistas", tal como hoy día se entiende el término, que ya es hora de abandonar. Los gustos se adquieren, no nacemos con ellos, y no es imposible experimentar un poco del placer que encontraban los lectores en obras aún más ajenas de las sensibilidades actuales. Al no hacerlo, se corre el riesgo de interpretar mal no sólo estas obras, sino toda una época."